# Miss Lituanie
Miss Lituanie (lituanien : Mis Lietuva) est le concours de beauté national de la Lituanie. Cet événement a lieu une fois par an, et seulement les femmes célibataires peuvent être candidates.
Le concours qualifie la gagnante à représenter la Lituanie au concours Miss Monde. La dauphine représente le pays au concours Miss Univers ou dans un autre concours.

## Histoire
À l'arrivée au pouvoir du président de l'URSS, Mikhaïl Gorbatchev en 1988, le peuple de l'Union soviétique portent de plus en plus d’intérêt aux tendances étrangères. Cette année se déroule durant deux mois le premier concours de beauté de l'URSS, Belle de Mouscou (Moskovskaya krasavica) tenu à Moscou et remporté par Marija Kalinina. Les participantes sont soumises à un règlement très strict. Il leur est interdit d’être interviewée, de faire des déclarations, de poser pour des « étrangers » à la télévision ou devant des photographes pendant la préparation et la durée de la compétition, faute de quoi elles étaient obligées de rendre leurs prix et leurs récompenses. 
D'autres concours de beauté ont eu lieu en 1988 à Vilnius, Riga, Léningrad et Odessa. En Lituanie, la gagnante du concours de beauté Belle de Vilnius 1988 (Gražioji vilnietė-1988) est Ingrida Mikelionytė. Elle est la première et la dernière lauréate à gagner le titre de Belle de Vilnius,.  
En 1989, Liucija Gruzdytė, première Miss Lituanie est contrainte par les autorités lituaniennes d'abandonner sa candidature à l'élection de Miss URSS 1989 malgré ses protestations. Les autorités lituaniennes souhaitaient qu'elle représente la Lituanie au concours Miss Monde. Finalement, elle ne participera à aucun concours de beauté international.
En 1997, la création de deux concours de beauté Miss Capitale temporaire (Mis Laikinoji Sostinė) et Miss Région de Šiauliai (Mis Šiaulių kraštas) permet aux gagnantes d'accéder directement à la finale de Miss Lituanie. Quant aux autres concours régionaux, les gagnantes sont éligibles. Vaida Petraškaitė, Miss Capitale temporaire 2009 est la seule de ces deux concours à être élue Miss Lituanie. 
En raison d'un manque de sponsors, l'Organisation Miss Lituanie suspend l'élection de Miss Lituanie 2015 et depuis, n'envoie plus de représentantes aux concours internationaux.

## Lauréates
| Année | Lauréate                    | Ville représentée | Age    | Résidence actuelle | Notes |
| ----- | --------------------------- | ----------------- | ------ | ------------------ | --- |
| 1988  | Ingrida Mikelionytė         | Vilnius           | 18 ans | Espagne            | Ingrida Mikelionytė est la première et dernière à remporter le titre de Belle de Vilnius en 1988. |
| 1989  | Liucija Gruzdytė            | Vilnius           | 18 ans | Canada             | Liucija Gruzdytė est la première à être élue Miss Lituanie. |
| 1990  | Greta Bardavelytė           | Klaipėda          | 21 ans | Allemagne          | |
| 1991  | Dalia Leleivaitė            | Klaipėda          | 21 ans | Lituanie           | Dalia Leleivaitė a participé à l'élection de Queen of Europe 1991 à Varsovie, en Pologne où elle termine 2e dauphine. |
| 1992  | Rasa Kukenytė               | Vilnius           | 19 ans | Italie             | Rasa Kukenytė remporte le titre de Miss Baltic Sea, devenant ainsi la première lituanienne à remporter le concours. |
| 1993  | Jūratė Mikutaitė            | Kaunas            | 21 ans | Lituanie           | Jūratė Mikutaitė est la première lituanienne à participer au concours Miss Monde. En 2003, elle devint le premier médecin en Lituanie à pratiquer des traitements de rééducation pour les enfants victimes de brûlures. |
| 1994  | Jurga Tautkutė              | Vilnius           | 21 ans | États-Unis         | |
| 1995  | Gabrielė Bartkutė           | Kaunas            | 18 ans | Jersey             | |
| 1996  | Sandra Chlevickaitė         | Vilnius           | 16 ans | Lituanie           | Sandra Chlevickaitė a participé à l'élection de Queen of World 1996 à Baden-Baden, en Allemagne où elle termine dans le top 8. Elle a été la chanteuse principale du groupe pop lituanien Desperado de 1997 à 1999. |
| 1997  | Asta Vyšniauskaitė          | Kaunas            | 20 ans | Lituanie           | Asta Vyšniauskaitė est dermatovénérologue. |
| 1998  | Kristina Pakarnaitė         | Vilnius           | 19 ans | Lituanie           | |
| 2000  | Martyna Bimbaitė            | Palanga           | 17 ans | Lituanie           | |
| 2001  | Oksana Semenišina           | Kaunas            | 19 ans | Russie             | Oksana Semenišina est d'origine ukrainienne du côté de ses parents. Elle quitte la Lituanie pour le Nigéria, choisis comme l’hôte de l'élection de Miss Monde 2002 en octobre 2012. Cependant, des émeutes éclatent au sein du pays contre la venue du concours. L'Organisation Miss Monde décide de relocaliser l'élection à Londres afin d'assurer la sécurité de ses candidates. Elle ne se classe pas parmi les vingt demi-finalistes. |
| 2002  | Vaida Grikštaitė            | Klaipėda          | 19 ans | Lituanie           | |
| 2004  | Agnė Maliaukaitė            | Panevėžys         | 19 ans | Lituanie           | |
| 2007  | Jurgita Jurkutė             | Plungė            | 22 ans | Royaume-Uni        | Jurgita Jurkutė a participé au concours Britain & Ireland's Next Top Model 2011 où elle termine en 2e place. Finaliste de la compétition, elle est choisie pour participer à la cinquième saison de Top Model in Russian: International season où elle termine de nouveau seconde finaliste. |
| 2008  | Gabrielė Martirosianaitė    | Kaunas            | 17 ans | Lituanie           | Gabrielė Martirosianaitė est nommée ambassadrice de Vilnius, capitale européenne de la culture 2009. |
| 2009  | Vaida Petraškaitė           | Panevėžys         | 23 ans | Lituanie           | Vaida Petraškaitė a été élue Miss Capitale temporaire 2009. |
| 2010  | Gritė Maruškevičiūtė        | Vilnius           | 21 ans | Lituanie           | |
| 2011  | Ieva Gervinskaitė           | Vilnius           | 21 ans | Lituanie           | |
| 2012  | Rasa Vereniūtė              | Vilnius           | 20 ans | Lituanie           | |
| 2013  | Rūta Elžbieta Mazurevičiūtė | Kaunas            | 22 ans | Lituanie           | |
| 2014  | Agnė Kavaliauskaitė         | Vilnius           | 21 ans | Lituanie           | |

## Lieu
Cette liste recense les lieux connus où ont eu lieu les élections de Miss Lituanie.